# エドガー・メイヤー
エドガー・メイヤー（Edgar Meyer, 1960年11月24日 - ）は、アメリカのベーシスト、マルチ演奏者、作曲家。彼のスタイルには、クラシック、ブルーグラス、ニューグラス、ジャズが含まれる。メイヤーはナッシュビルでセッション・ミュージシャンとして活動しており、様々なチャンバーバンドのメンバーとして活動し、作曲や編曲も行っている。彼の共演者は、さまざまなジャンルにわたる。例えば、ジョシュア・ベル、ヒラリー・ハーン、ヨーヨー・マ、ジェリー・ダグラス、ベラ・フレック、ザキール・フセイン、サム・ブッシュ、ジェームス・テイラー、クリス・シーリ、マイク・マーシャル、マーク・オコナー、アリソン・クラウス、マーク・チャピン・カーペンター、ガイ・クラーク、ニッケル・クリークなどである。
メイヤーは、テルライド・ブルーグラス・フェスでスーパーバンド"House Band"のメンバーとして毎年演奏。このバンドは、メイヤーのほか、サム・ブッシュ、ベラ・フレック、ジェリー・ダグラス、スチュアート・ダンカンがメンバー。

## 略歴
メイヤーはオーク・リッジ (テネシー州)で育つ。ダブルベースの演奏を、地元の公立学校でストリングオーケストラの授業を受け持っていた父親から学ぶ。メイヤーはのちに、インディアナ大学に進学し、スチュアート・サンキーとともに学ぶ。。
メイヤーは、卓越した技術によって、ヴィルトゥオーソを獲得したことで知られる。彼より以前のベーシスト、ゲーリー・カーやマーク・ベルナットの後に続き、バッハの無伴奏チェロ組曲などに向けた、作曲も行う。
メイヤーはダブルベース協奏曲、弦楽五重奏、ベースとチェロの二重奏、1999年のヒラリー・ハーンに向けたバイオリン協奏曲などの作曲も行っている。
2000年、メイヤーは数年に一度、目立った功績を果たしたクラシック奏者に送られるアベリー・フィッシャー・プライズに輝く。2002年には、マッカーサー・フェローを受賞。メイヤーはヨーヨー・マやマーク・オコナーと"Appalachia Waltz"をリリースし、U.S.ポップチャートで16週にわたりトップにいすわる。メイヤーは再びヨーヨー・マ、マーク・オコナーと共に"Appa;achian Journey"をリリースし、グラミー賞でベスト・クラシカル・クロスオーバー・アルバムを受賞。
2006年に、Sony Classicalからセルフタイトルアルバムをリリース。このアルバムでは全てを彼が演奏している。基本は、ピアノとダブルベースだが、ギター、バンジョー、ヴィオラ・ダ・ガンバ、マンドリン、ドブロも演奏する。
メイヤーはヴァンダービルト大学とカーティス音楽学校において、ダブルベースの臨時准教授を務める。 また、アスペン音楽祭の芸術部門のメンバーも務めている。

## ディスコグラフィー
ソロ活動
- Unfolding (1986)

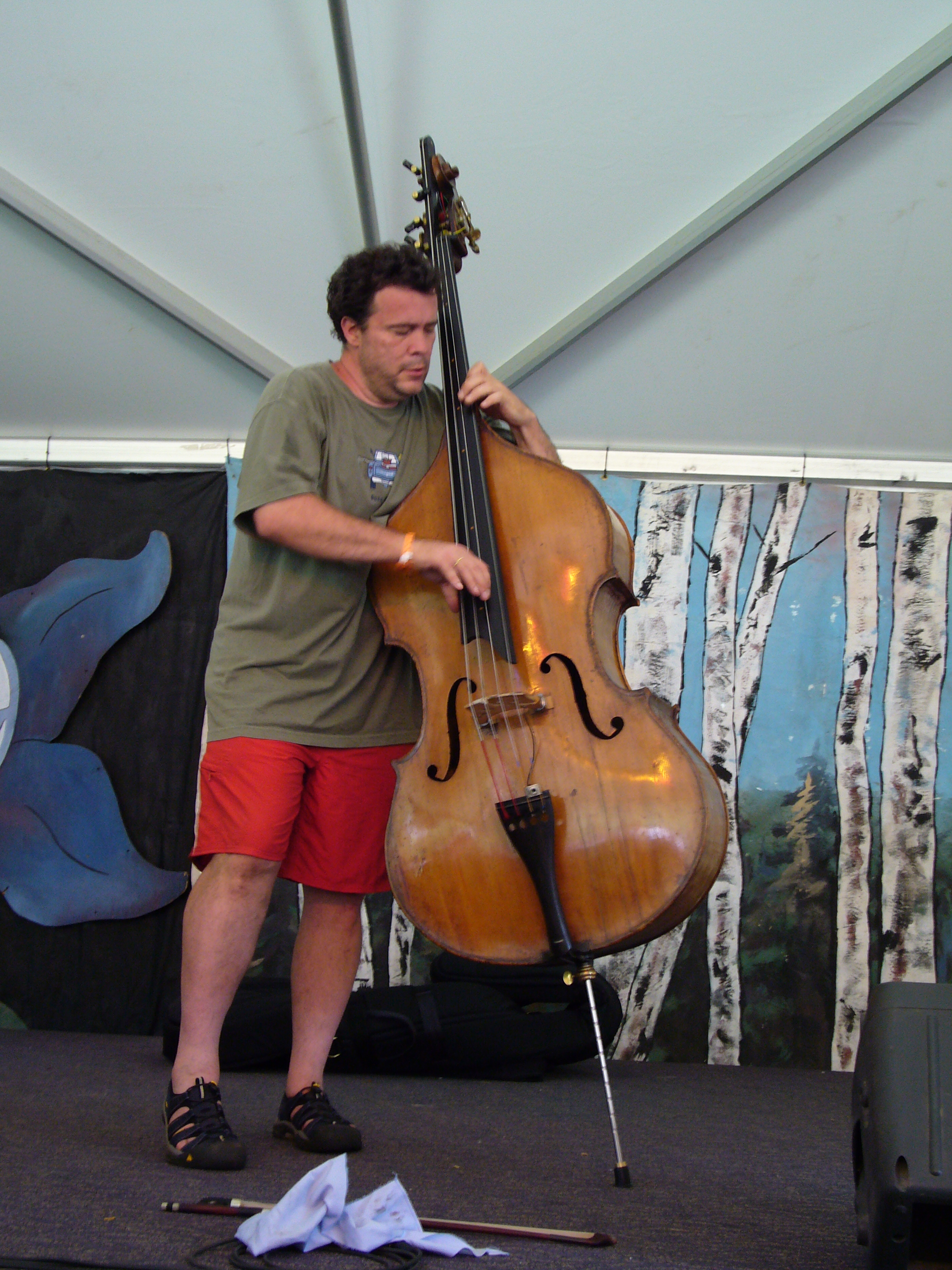
メイヤーとダブルベース

- Dreams of Flight (1987)
- Work in Progress (1990)
- Bach: Unaccompanied Cello Suites Performed on Double Bass (2000)
- Meyer and Bottesini Concertos (2002)
- Edgar Meyer (2006)

ジェリー・ダグラス、ルス・バレンバーグ
- Skip, Hop, and Wobble (1993)

ベラ・フレック、マイク・マーシャル
- Uncommon Ritual (1997)

ヨーヨー・マ、マーク・オコナー
- Appalachia Waltz (1996)
- Appalachian Journey (2000)
  - Won Grammy Award for Best Classical Crossover Album

ジョシュア・ベル
- Short Trip Home (1999)
  - Grammy nominated

デビッド・グリスマン
- Dawg Duos (1999)

ベラ・フレック
- Perpetual Motion (2001)
  - Won two Grammys
- B Song (Live at Bonnaroo 2002)
- Music for Two (2004)

ベラ・フレック、ザキール・フセイン
- The Melody of Rhythm – Triple Concerto & Music for Trio (2009)

クリス・シーリ
- Edgar Meyer and Chris Thile (2008)
- Bass & Mandolin (2014)

エマニュエル・アックス、パメラ・フランク、レベッカ・ヤング、ヨーヨー・マ
- Schubert: Quintet, Op. 114 "The Trout" (1996)

ヨーヨー・マ、スチュアート・ダンカン、クリス・シーリ
- The Goat Rodeo Sessions (2011)
  - Won the Grammy Award for Best Folk Album and the Grammy Award for Best Engineered Album, Non-Classical

ヒラリー・ハーン
- Violin Concerto - with Saint Paul Chamber Orchestra (2000)